# Меньшой Колодезь
Меньшо́й Коло́дезь (до 1918 года в обиходе было также название Се́ргиевское) — село, центр Меньшеколодезского сельского поселения в Долгоруковском районе Липецкой области.
Село расположено в 8 км к югу от районного центра.

## История
Первые упоминания о селе встречаются в конце XVII века, и в тот момент село называлось Большой Колодезь, вплоть до конца XVII века. Во время правления царицы Софьи Алексеевны село подверглось разграблению стрельцами. Сельский храм был сожжен, а жители ушли в лесные места в 5-ти километрах и основали новое село, которое назвали Меньшой Колодезь. На месте старого села, после ухода населения, во времена императора Петра Алексеевича стали жить вольные крестьяне, которые были закрепощены снова в эпоху правления Анны Иоановны и то село по сих пор называется Большой Колодезь.
В конце XVIII века в селе строится первый каменный храм во имя св. великомученицы Параскевы — Пятницы. В 1902 году отдельно от главного храма, с южной стороны, на средства прихожан выстроен теплый каменный храм с престолом в честь св. Иоанна Предтечи. Как и древний, храм обладает исторически ценными драгоценностями. К ним относятся 2 образа: 1) св. препод. Сергия Радонежского, пожертвованный, с благословения Св.-Троицкой Лавры, архимандритом её Иннокентием в 1602 году (по мнению краеведов, именно благодаря ей село получило второе название Сергиевское) , 2) Тихвинской Божией Матери, написанного в 1754 году и пожертвованного храму в 1782 году.
До революции, село было волостным центром, однако после неё, вошло в состав Долгоруковского района.

## Население
| 2010 | 2011 |
| ---- | ---- |
| 445  | →445 |